# Роберт Вентурі
Роберт Вентурі, англ. Robert Venturi (25 червня 1925 — 18 вересня 2018) — американський архітектор, автор ряду впливових теоретичних праць та практичних проектів, котрі стали початком архітектури постмодернізму. У своїй книзі "Складності та протиріччя в архітектурі" (1967 року), описав кризу модерністського проектування та аргументував необхідність відмовитись від багатьох його принципів, повернувши елементи, не пов'язані лише із функціональним призначенням. Є автором відомого постмодерністського гасла "Мало це скучно" (англ. Less is bore), що стало своєрідною відповіддю на модерністське гасло "Мало це багато" (англ. Less is more), автором якого був Міс ван дер Рое.